# 사쿠라 한펜

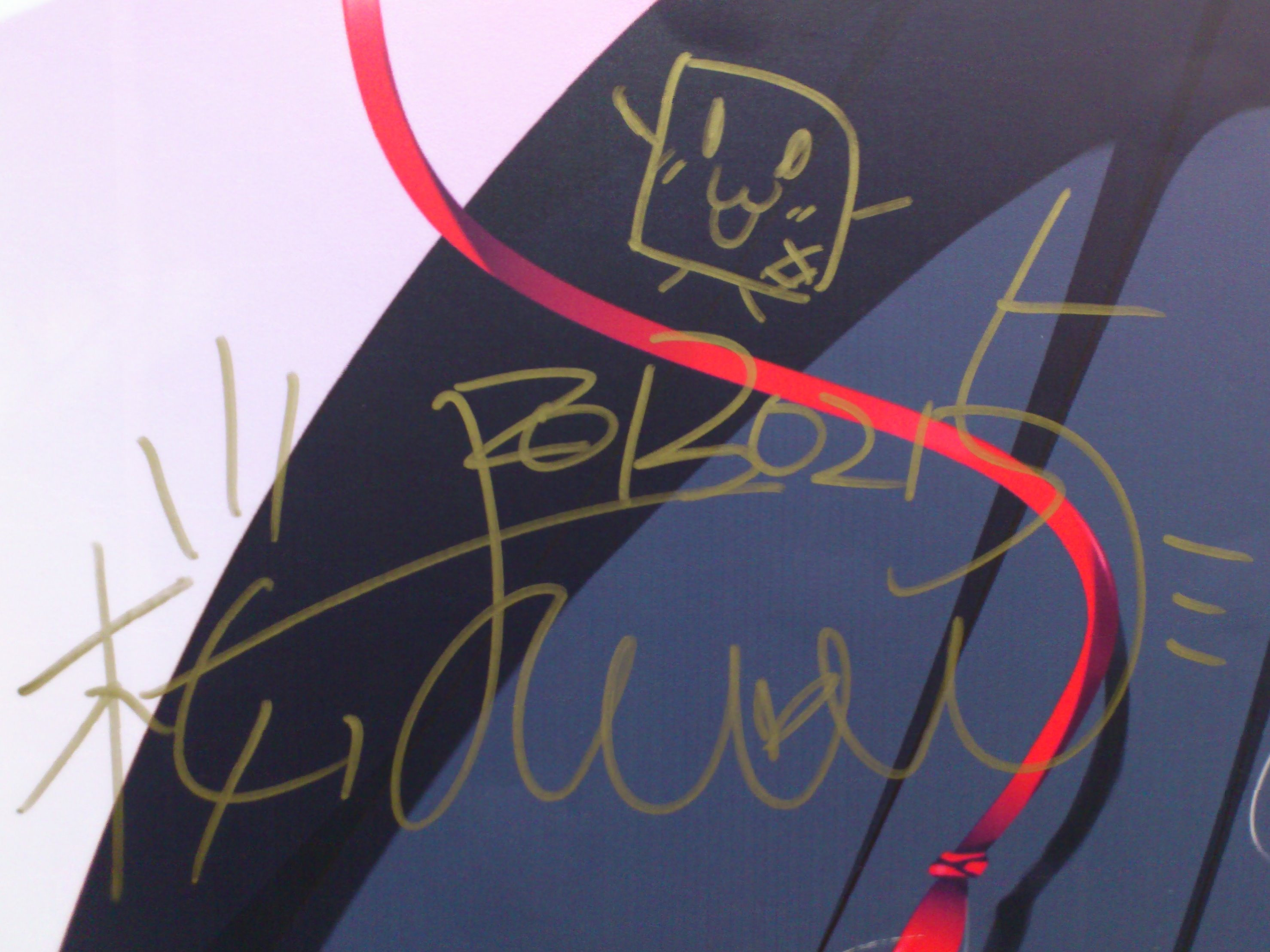
사쿠라 한펜

사쿠라 한펜(일본어: 桜はんぺん 사쿠라 한펜[*], 4월 6일 ~ )는 일본의 남성 일러스트레이터(원화가), 삽화가이다. 치바 출신이다.

## 게임
- SuGirly Wish
- 晴のちきっと菜の花びより

## 라이트노벨 삽화
- 정령사의 검무

## 같이 보기

### 관련 인물
- 이치리